# BSA Tower
De BSA Tower, ook bekend als BSA Tower Makati, is een wolkenkrabber aan 108 Legazpi Avenue in Makati, Filipijnen. Het gebouw dat kantoorruimte en woningen bevat, werd in 1998 opgeleverd. Het is 153,93 meter hoog en telt 37 verdiepingen. In het gebouw vindt men onder andere een zakencentrum, 3 liften, een daktuin en parkeergarage van 8 verdiepingen.